# Berceuse (Chopin)

Frédéric Chopin, Berceuse, Anfang

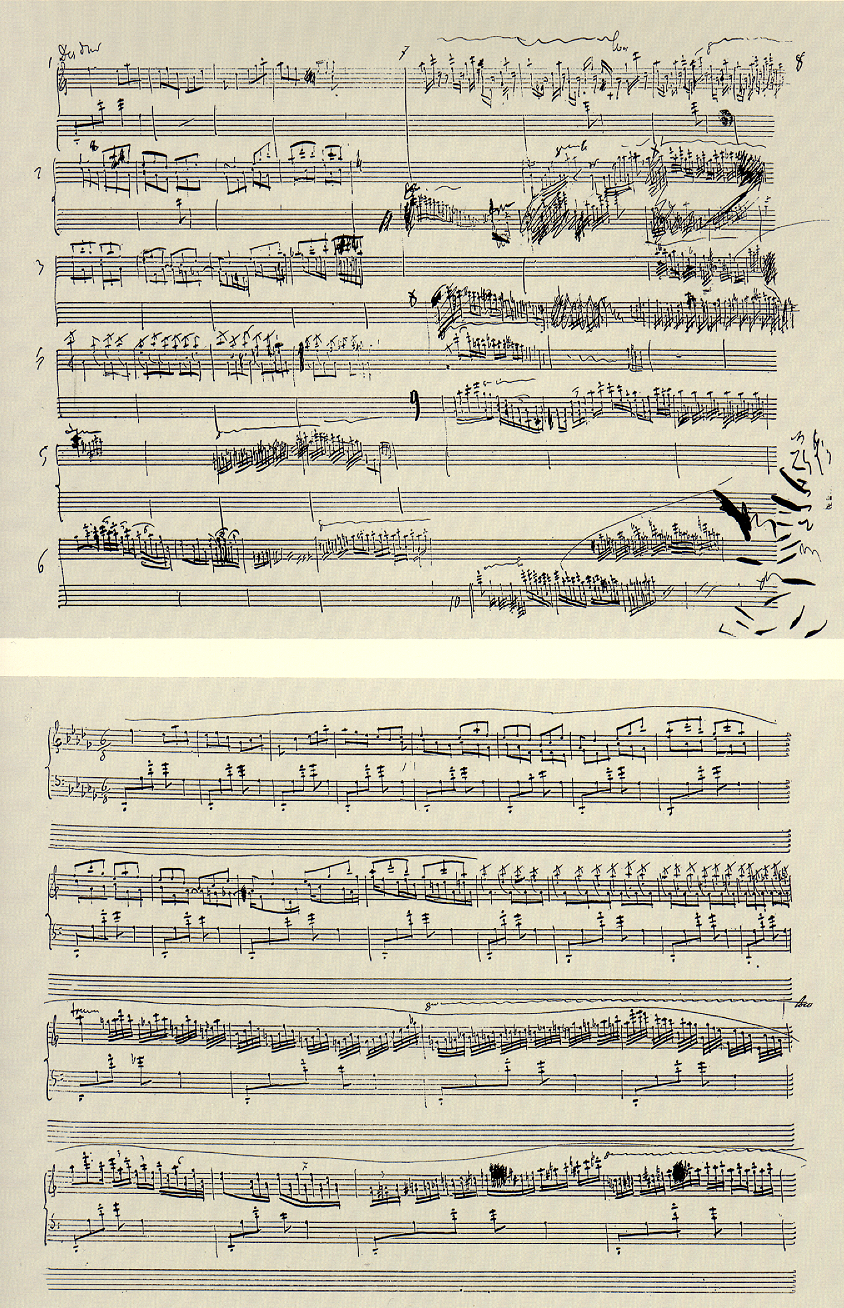
Skizzenblatt und erste Seite des Manuskriptes der Berceuse

Die Berceuse Des-Dur op. 57 ist eine Komposition für Klavier solo von Frédéric Chopin. Sie entstand 1843 und wurde 1844 einer Revision unterzogen. Der Erstdruck erschien im Juni 1845 gleichzeitig in Deutschland, Frankreich und England mit einer Widmung für „Mademoiselle Elise Gavard“.

## Entstehung und Überlieferung
Elise-Thérèse Gavard (* 19. Juni 1824 in Zabern; † 21. September 1900 in Sains-en-Amiénois) war eine Tochter des mit Chopin befreundeten Charles Gavard (1794–1871), einem Ingenieur, Kunsthistoriker, Kupferstecher und Verleger, aus dessen Ehe mit Thérèse Gavard geb. Goetz (1804–1899), der Chopin Klavierunterricht erteilte. 1841 widmete er der damals 17-Jährigen bereits den f-Moll-Walzer op. 70 Nr. 2, dessen Autograph die Aufschrift „à Mlle Elise Gavard“ trägt. Er erschien erst 1855 posthum im Druck.
Der mit der Familie Gavard befreundete Theaterkritiker Jules Janin schildert Elise als sehr musikalische, hochgebildete junge Frau, die jedoch unter Couperose litt, einer Gefäßerweiterung im Bereich des Gesichts.
Warum Chopin für sie ein „Wiegenlied“ (französisch „Berceuse“) schrieb, ist nicht dokumentiert. Vermutlich entstand die Idee zu dem Titel, als er das Werk im Sommer 1844 in Nohant auf dem Gut seiner langjährigen Lebensgefährtin George Sand revidierte. Er hielt sich dort mit der zweijährigen Tochter von George Sands Freundin Pauline Viardot-Garcia (1821–1910) auf, der späteren Sängerin und Komponistin Louise Héritte-Viardot (1841–1918), deren Mutter zu dieser Zeit auf Reisen war. Betreut wurde das Kind von der befreundeten Elise Gavard. Pauline Viardot-Garcia besaß längere Zeit die erste Skizze zu dem Stück.
Das Deckblatt des Autographs versah Chopin dann mit der Aufschrift: „A Mademoiselle Elise Gavard / son vieux professeur et ami / Chopin.“ Das Original war – „als theuerstes Andenken an ihren unvergesslichen Lehrer“ – noch 1878 in ihrem Besitz. Später schenkte sie es der Bibliothèque du Conservatoire, heute gehört es zu den Beständen der Bibliothèque nationale de France.
Elise Gavard lebte zuletzt in dem Dorf Sains-en-Amiénois, 10 km südlich von Amiens, wo sie mit 76 Jahren unverheiratet starb.

## Aufbau
Das im 6/8-Takt stehende Werk umfasst 70 Takte, wobei die beiden ersten Takte erst in der Endfassung ergänzt wurden. Im Gegensatz zu anderen seiner Werke verzichtet Chopin hier auf eine progressive Harmonik. Das gesamte Stück ist durchgehend auf dem Orgelpunkt Des aufgebaut, über dem sich in den Takten 1 bis 54 lediglich Tonika und Dominantseptakkord abwechseln. In den letzten Takten kommt als dritter Akkord die Subdominante hinzu. Über diesem äußerst schlichten Fundament entfaltet die rechte Hand eine abwechslungsreiche Ornamentik. Formal ähnelt das Stück dem Modell „Thema und Variationen“, weshalb Chopin es zunächst mit dem Titel Varianten versah.
Eine Bekannte Chopins, Elise Peruzzi geb. Eustaphieve, deren Vater Alexis Eustaphieve (1779–1857) als russischer Generalkonsul in Boston tätig war, erzählte später dem Chopin-Biographen Friedrich Niecks: „I was one who helped to christen the Berceuse.“